# Calédonie ensemble
Calédonie ensemble (Nederlands: Caledonië Tezamen) is een centrumrechtse politieke partij in Nieuw-Caledonië die op 11 oktober 2008 werd opgericht en in het Congres van Nieuw-Caledonië beschikt over 16 van de 54 zetels. De partij is gekant tegen onafhankelijkheid van Nieuw-Caledonië ten opzichte van Frankrijk en voorstander van de huidige autonomie.

## Geschiedenis
Calédonie ensemble ontstond in 2008 als afsplitsing van de partij l'Avenir Ensemble die in 2004 werd opgericht. Zeventien van de 54 leden van de fractie van l'Avenir Ensemble scheurden zich van de partij af en vormden de nieuwe fractie Calédonie ensemble. Leider van de partij is medeoprichter Philippe Gomès die meerdere malen lid is geweest van verschillende regering in Nieuw-Caledonië. Van 2009 tot 2011 was hij president van de regering van Nieuw-Caledonië.
Bij de verkiezingen voor een nieuw Congres in 2014 werd Calédonie ensemble met vijftien gekozenen de grootste partij in het parlement.

## Ideologie
De partij verzet zich tegen onafhankelijkheid en is voorstander van de huidige status quo. Verder is de partij sociaal-liberaal en tegenstander van een te grote overheidsinvloed op de economie.